# Университет Святого Павла (Оттава)
Университет Святого Павла (англ. Saint Paul University, фр. Université Saint-Paul) — католический папский университет, аффилиированный с Оттавским университетом. Расположен на улице Мэйн-стрит в районе Олд-Оттава-Ист в г. Оттава. Более столетия управляется миссионерами Облатами Непорочной Девы Марии.

## История
Изначально был колледжем в составе Оттавского университета. В 1848 году Жозеф-Брюно Гиг, первый католический епископ г. Байтаун (будущая Оттава), учредил Байтаунский колледж в небольшом деревянном здании у базилики Нотр-Дам. Вскоре помещения стало не хватать, и в 1852 году студенты и преподаватели переехали в каменное здание на Сассекс-драйв. В 1856 году колледж переехал на участок на Уилброд-стрит (район Сенди-Хилл), подаренный нотариусом Луи-Теодором Бессерером, и с тех пор назывался Оттавским университетом.
В 1965 году из Оттавского университета были выделены теологический, миссионерский и канонический факультеты, в результате чего был образован Университет Святого Павла.
Преподавание в Университете ведётся как на английском, так и на французском языках. Университет входит в Ассоциацию канадской франкофонии.